# ミエン語
ミエン語は、中国南部、ラオス、タイ北部、ベトナム北部の主に山岳地帯に居住するヤオ族の使用する言語の一つである。
ヤオ族の使用する言語（通称総称してヤオ語と呼ばれることもある）には他に、プヌ(布努)語、ラキャ(拉珈)語が主なものとしてあげられる。
（）
ミエン(勉)語は、別称イウ ミエン方言(Iu Mien方言)、バンヤオ(Ban Yao)などとも言われる。
話者数は、中国にいるヤオ族で約38万3千人、ヤオ族全体の中ではおよそ1/3にあたる約81万9800人とされる。
語族はミャオ・ヤオ語族(Miao-Yao語族、若しくはHmong Mien語族)、ミエン語派(Mienic)に属する。 

## 方言
どの範囲まで方言と含めるかははっきりしていない。中国でみられるBiao Mon語（彪ミエン語、彪月語）がミエン語の方言とする説もあるが、これは声調システム・子音・母音の音質、母音の長さなどがミエン語とは異なる。語彙的に類似が見られるのはKim Mun金门[mji]語78％、Biao-Jiao Mien[bje]語70％、Dzao Mien[bpn]語61％。
ミエン語派の源流は、中国南部であり、ミエン語とKim Mun語はベトナムとラオスでも見られる。ミエン語は、タイ、そして近年30年ほどではアメリカ合衆国、フランス、カナダにも話者が見られる。
アメリが合衆国への移住は、インドシナにおける紛争に伴いラオスからの難民が移動することによって起きたものである。

## 音韻
声調言語・単音節言語。すべての実音節・実語は声調をもつ。声調はすべてで6種類。
ミエン語における音声表記では、中国語で使われるピンイン表記に類似した、ラテン文字を使う。この表記は、もともとタイ文字表記で書かれていたものを、アメリカに移住したヤオ族がラテンアルファベット表記に書き換えたものである。
基本的には単音節言語であり、二重、三重音節になる場合は、元は別々の単語だったものが融合したものであることが多い。
実音節の構造は、VT, C(C)VT, もしくはC(C)VCT（V＝母音、C＝子音、T＝声調）であり、声調は表記上は最後に書かれるが、実際は母音の発せられるところから声調がかかる。この構造の例外としてはhmz[m̥m]-z　はCCT、すなわち無声鼻音と有声鼻音の音節に、声調記号z(low rise-fall)がかかるものなどがあげられる。

### 子音
子音はすべてで31、そのうち末子音として登場するのは7である。
|                | 両唇音   | 歯音     | 後部歯音    | 硬口蓋音 | 軟口蓋音 | 声門音 |
| -------------- | -------- | -------- | ----------- | -------- | -------- | ------ |
| 破裂音         | p ph / b | t th / d | ts tsh / dz | c ch / ɫ | k kh / g | ʔ      |
| 狭め音(摩擦音) | f        | s        |             |          |          | h      |
| 鼻音           | m̥ / m    | n̥ / n    |             | ɲ̥ / ɲ    | ŋ̍ / ŋ    |        |
| 側音           |          | l̩ / l    |             |          |          |        |
| 半側音         | w.       |          | y.          |          |          |        |

（,筆者編集）
このうち、末子音として現れるのは[p][m][t][n][k][ŋ][ʔ]の7つ。

### 母音
母音は12、そのほかに二重母音として現れる形を10持つ。
母音の長さが意味の区別に使われるのは、aとaa(aː)の場合に限られる。それ以外の母音は、声調や末子音などに左右されて長さが変わる場合があるが、いずれも意味の区別には関与しない。
基本母音
| i | iə |    | ʉ | u | uə |
| e |    |    | ə | o |    |
| æ |    |    |   | ɔ |    |
|   |    | a  |   |   |    |
|   |    | aː |   |   |    |

二重母音
| ai  | ei | ɔi |
| aːi | iu | ui |
| au  | eu | əu |
| aːu |    |    |

(、筆者編集)

### 声調
ミエン語では声調によって語の意味が区別される。声調は6つに区別される。また、音声表記の際には、それぞれの声調を表す子音で末尾に表記される。
| 声調                           | 表記記号   |
| ------------------------------ | ---------- |
| 1.high-mid level 高平板 ˦ ˦    | (unmarked) |
| 2.low level 超低平板 ˩         | -c         |
| 3.mid fall 中下降 ˧˩           | -h         |
| 4.high rise-fall 高上昇下降 ˦˥ | -v         |
| 5.low rise 低上昇 ˨˧           | -x         |
| 6.low rise-fall 低上昇下降 ˨˧˨ | -z         |

(、筆者編集)
従って、例えば[tsei]に声調をつけるとzei, zei-c, zei-h, zei-v, zei-x, zei-zの6つの語ができ、それぞれが別の単語を表す。
また、母音や鼻子音で終わる語には6つの声調をどれでもかけることが可能であるが、破裂音(閉鎖音-p, -t, -k, -q)には-cと-vの２種類の声調しかかからない。その場合-vはhigh level 超高平板 ˥ として現れる。そのため、破裂音にかかる-cと-vを他にかかる-c, -vと区別して、声調を8つとする説もある。

## 文字
ヤオ族は自民族の文字を持たず、表記の必要があれば漢語の文字を用いる
。
また前述のように、音声の正書法としてはアルファベットを用い、音素及び声調を表記する。
a /a/
aa /aː/
ae /æ/
b /p/
c /tsh
d /t/ 
e /e/
f /f/
g /k/
h /h/
hl /l̩/ 
hm /m̩/
hn /n̩/
hng /ŋ̍/
hny /ɲ̩/
i /i/
j /c/ 
k /kh/
l /l/
m /m/
mb /b/
n /n/
nd /d/
ng /ŋ/
nj /ɟ/
nq　/g/ 
ny /ɲ/
nz /dz/
o /o/
or /ɔ/
p /ph/
q /ch/
r ※
s /s/
t /th/
u /u/
w /w/
x ※
y /y/
z /ts/
（、筆者編集）
※rとxについては、共に、英語からの借用語一つの用例に使用が限られる。
ri^motc : remote control(for television)
x^sale : an x-ray

## 語･形態論
ミエン語は孤立語であり、基本的に屈折・派生は起こらない。しかし、部分的に、屈折語形態論の名残が残っている部分が一部みられ、それは意味を持つ同一の形態素から派生したとみられる類似語の場合である。
名詞や動詞には単独の語と複合語が見られる。
名詞、代名詞、動詞、副詞/形容詞(語彙的な分類は大きくは見られない)、接続詞、その他の不変化詞（文小辞sentence particles、主題小辞topic particles、名詞句小辞noun sentence particles、動詞句小辞verb sentence particles）、間投詞（感嘆詞など）、数詞、類別詞などをもつ。

接辞は接頭辞、接尾辞を持つ。といっても、これは複合語を作る際の、接辞に類似した物である。Court,C.(1985)の研究に依れば、たとえば親類を表す接頭辞<aa->などははっきりした意味を持つ接頭辞だが、そうでもない語も存在する。Court, C.(1985)によればたとえば接尾辞<-tawn>は｢小さい｣と言う意味を付加する（
tiah-tawn‘little table’, pyauv-tawn‘little house’,（中略）　jhuv-tawn‘little dog: puppy’
--C,Court. 1985."Fundamentals of Iu Mien (Yao) Grammer"p.137

など）
重複は、といってもミエン語においては形態論的な重複は起こらないので、実際は統語の面で重複に疑似した作用(pseudo-reduplication)が行われる。動作動詞と副詞(/形容詞)に起こる。名詞複合語としては添加複合語の中に見られる、分離した形のみである。
基本的には、動詞と目的語の重複(英語のlive a lifeに類似)}、述語や形容詞の強調、繰り返し動作が起こる様子や、複数の場所・普遍的に起こる現象などを表し、強調や明確さの働きをする。
動詞と目的語の重複の例
diqv diqv‘to kick a kick’--C,Court. 1985."Fundamentals of Iu Mien (Yao) Grammer"p.237

形容詞の強調の例
hlo-hlo‘very big’("big-big")
syang-syang ‘brand-new’("new-new")--C,Court. 1985."Fundamentals of Iu Mien (Yao) Grammer"p.239

## 統語論
基本語順はSVOをとる。
否定語は動詞に先行する。
修飾語：名詞が修飾語としてかかる場合、主要語である方の名詞は、有生名詞であれば左に、無生名詞であれば、少数の例外を除き右に来ることが多い。
形容詞類として登場する動詞が名詞に対し修飾語としてかかる場合、その語順はその形容詞類の語彙的性質による。あるものは前置し、あるものは後置する。
動作動詞が修飾語としてかかる場合、原則として複合名詞にかかるばあいは主要語である名詞が左に、そうでない場合は右に現れる。
接続詞は節の最初か、動詞句の直前に現れる。
類別詞が存在し、物を数えるときには〈数詞+類別詞+名詞〉の形を取る（ただし物が一つの場合数詞１は省略される）。

## 表現
時制を表すときは基本的に、具体的な時点をトピックとして設けることで表す。また、場所の表現もトピックとして表示して表すこともある。

### 基本会話
laengz zingh‘thanks’「ありがとう」
Meih yiem longx nyei saah?‘How are you?’「お元気ですか」
Daaih nziaauc oc!‘Come for visit!’「遊びにおいで」